# Fußball-Weltmeisterschaft der Frauen 2015/Gruppe C
| Pl. | Land    | Sp. | S | U | N | Tore    | Diff. | Punkte |
| --- | ------- | --- | - | - | - | ------- | ----- | ------ |
| 1.  | Japan   | 3   | 3 | 0 | 0 | 004:100 | +3    | 09     |
| 2.  | Kamerun | 3   | 2 | 0 | 1 | 009:300 | +6    | 06     |
| 3.  | Schweiz | 3   | 1 | 0 | 2 | 011:400 | +7    | 03     |
| 4.  | Ecuador | 3   | 0 | 0 | 3 | 001:170 | −16   | 0      |

Gruppe C der Fußball-Weltmeisterschaft der Frauen 2015:

## Kamerun – Ecuador 6:0 (3:0)
| Kamerun                                     | Kamerun | Ecuador | Ecuador | Aufstellung                       |
| ------------------------------------------- | --- | --- | ------- | --------------------------------- |
| Kamerun                                     | \| 1. Spieltag \| \| 8. Juni 2015 um 16:00 Uhr in Vancouver \| \| Zuschauer: 25.942 \| \| Schiedsrichterin: Katalin Kulcsár ( Ungarn) \| \| Spielbericht \| | \| 1. Spieltag \| \| 8. Juni 2015 um 16:00 Uhr in Vancouver \| \| Zuschauer: 25.942 \| \| Schiedsrichterin: Katalin Kulcsár ( Ungarn) \| \| Spielbericht \| | Ecuador | Aufstellung Kamerun gegen Ecuador |
| Kamerun                                     | Annette Ngo Ndom – Yvonne Leuko, Christine Manie , Cathy Bou Ndjouh, Claudine Meffometou – Jeannette Yango, Raïssa Feudjio, Gabrielle Onguéné (83. Henriette Akaba), Geneviève Ngo Mbeleck (61. Francine Zouga), Gaëlle Enganamouit – Madeleine Ngono Mani (74. Ajara Nchout) Cheftrainer: Carl Enow Ngachu | Shirley Berrúz – Angie Ponce, Ligia Moreira , Nancy Aguilar, Kerlly Real – Denise Pesántes, Mayra Olvera, Mabel Velarde (45. Ingrid Rodríguez), Madelin Riera – Ambar Torres (54. Giannina Lattanzio), Mónica Quinteros (72. Katherine Ortíz) Cheftrainerin: Vanessa Arauz | Ecuador | Aufstellung Kamerun gegen Ecuador |
| Kamerun                                     | 1:0 Ngono Mani (34.) 2:0 Enganamouit (36.) 3:0 Manie (44., Foulelfmeter) 4:0 Enganamouit (73.) 5:0 Onguéné (79., Handelfmeter) 6:0 Enganamouit (90.+4’, Foulelfmeter) | | Ecuador | Aufstellung Kamerun gegen Ecuador |
| Kamerun                                     | Yango | Real, Rodrìguez, Ortíz | Ecuador | Aufstellung Kamerun gegen Ecuador |
| Kamerun                                     | Moreira (66., Notbremse) | | Ecuador | Aufstellung Kamerun gegen Ecuador |
| Kamerun                                     | Ngono Mani erzielt das erste WM-Tor für Kamerun | | Ecuador | Aufstellung Kamerun gegen Ecuador |
| Kamerun                                     | Spieler des Spiels: Gaëlle Enganamouit (Kamerun) | | Ecuador | Aufstellung Kamerun gegen Ecuador |
| 1. Spieltag                                 | | |         |                                   |
| 8. Juni 2015 um 16:00 Uhr in Vancouver      | | |         |                                   |
| Zuschauer: 25.942                           | | |         |                                   |
| Schiedsrichterin: Katalin Kulcsár ( Ungarn) | | |         |                                   |
| Spielbericht                                | | |         |                                   |

## Japan – Schweiz 1:0 (1:0)
| Japan                                      | Japan | Schweiz | Schweiz | Aufstellung                     |
| ------------------------------------------ | --- | --- | ------- | ------------------------------- |
| Japan                                      | \| 1. Spieltag \| \| 8. Juni 2015 um 19:00 Uhr in Vancouver \| \| Zuschauer: 25.942 \| \| Schiedsrichterin: Lucila Venegas ( Mexiko) \| \| Spielbericht \|                                                                                             | \| 1. Spieltag \| \| 8. Juni 2015 um 19:00 Uhr in Vancouver \| \| Zuschauer: 25.942 \| \| Schiedsrichterin: Lucila Venegas ( Mexiko) \| \| Spielbericht \| | Schweiz | Aufstellung Japan gegen Schweiz |
| Japan                                      | Erina Yamane – Rumi Utsugi, Saki Kumagai, Azusa Iwashimizu, Saori Ariyoshi – Homare Sawa (57. Yūri Kawamura), Mizuho Sakaguchi, Aya Miyama , Shinobu Ōno (90. Nahomi Kawasumi) – Kozue Andō (32. Yuika Sugasawa), Yūki Ōgimi Cheftrainer: Norio Sasaki | Gaëlle Thalmann – Rachel Rinast, Lia Wälti, Caroline Abbé , Noëlle Maritz – Vanessa Bernauer, Martina Moser (81. Cinzia Zehnder), Ana Maria Crnogorčević, Fabienne Humm (46. Eseosa Aigbogun) – Lara Dickenmann, Ramona Bachmann Cheftrainerin: Martina Voss-Tecklenburg ( Deutschland) | Schweiz | Aufstellung Japan gegen Schweiz |
| Japan                                      | 1:0 Miyama (29., Foulelfmeter) | | Schweiz | Aufstellung Japan gegen Schweiz |
| Japan                                      | Bachmann, Thalmann, Abbé | | Schweiz | Aufstellung Japan gegen Schweiz |
| Japan                                      | 200. Länderspiel von Homare Sawa | 100. Länderspiel von Lara Dickenmann | Schweiz | Aufstellung Japan gegen Schweiz |
| Japan                                      | Spieler des Spiels: Aya Miyama (Japan) | | Schweiz | Aufstellung Japan gegen Schweiz |
| 1. Spieltag                                | | |         |                                 |
| 8. Juni 2015 um 19:00 Uhr in Vancouver     | | |         |                                 |
| Zuschauer: 25.942                          | | |         |                                 |
| Schiedsrichterin: Lucila Venegas ( Mexiko) | | |         |                                 |
| Spielbericht                               | | |         |                                 |

## Schweiz – Ecuador 10:1 (2:0)
| Schweiz                                 | Schweiz | Ecuador | Ecuador | Aufstellung                       |
| --------------------------------------- | --- | --- | ------- | --------------------------------- |
| Schweiz                                 | \| 2. Spieltag \| \| 12. Juni 2015 um 16:00 Uhr in Vancouver \| \| Zuschauer: 31.441 \| \| Schiedsrichterin: Rita Gani ( Malaysia) \| \| Spielbericht \| | \| 2. Spieltag \| \| 12. Juni 2015 um 16:00 Uhr in Vancouver \| \| Zuschauer: 31.441 \| \| Schiedsrichterin: Rita Gani ( Malaysia) \| \| Spielbericht \| | Ecuador | Aufstellung Schweiz gegen Ecuador |
| Schweiz                                 | Gaëlle Thalmann – Rachel Rinast, Rahel Kiwic (72. Selina Kuster), Caroline Abbé (51. Cinzia Zehnder), Noëlle Maritz (57. Nicole Remund) – Ana Maria Crnogorčević, Lia Wälti, Martina Moser, Eseosa Aigbogun – Ramona Bachmann, Fabienne Humm Cheftrainerin: Martina Voss-Tecklenburg ( Deutschland) | Shirley Berrúz – Angie Ponce, Nancy Aguilar , Katherine Ortíz (46. Alexandra Salvador), Ingrid Rodríguez – Denise Pesántes, Mayra Olvera, Mabel Velarde (79. Erika Vásquez), Ana Palacios (69. Adriana Barre), Kerlly Real – Mónica Quinteros Cheftrainerin: Vanessa Arauz | Ecuador | Aufstellung Schweiz gegen Ecuador |
| Schweiz                                 | 01:0 Ponce (24., Eigentor) 02:0 Aigbogun (45.+2’) 03:0 Humm (47.) 04:0 Humm (49.) 05:0 Humm (52.) 06:0 Bachmann (60., Foulelfmeter) 07:0 Bachmann (61.) 08:1 Ponce (71., Eigentor) 09:1 Moser (76.) 10:1 Bachmann (81.)                                                                             | 7:1 Ponce (64., Foulelfmeter) | Ecuador | Aufstellung Schweiz gegen Ecuador |
| Schweiz                                 | Pesantes | | Ecuador | Aufstellung Schweiz gegen Ecuador |
| Schweiz                                 | Ponce unterlaufen als erster Spielerin zwei Eigentore in einem WM-Spiel der Frauen | | Ecuador | Aufstellung Schweiz gegen Ecuador |
| Schweiz                                 | Spieler des Spiels: Ramona Bachmann (Schweiz) | | Ecuador | Aufstellung Schweiz gegen Ecuador |
| 2. Spieltag                             | | |         |                                   |
| 12. Juni 2015 um 16:00 Uhr in Vancouver | | |         |                                   |
| Zuschauer: 31.441                       | | |         |                                   |
| Schiedsrichterin: Rita Gani ( Malaysia) | | |         |                                   |
| Spielbericht                            | | |         |                                   |

## Japan – Kamerun 2:1 (2:0)
| Japan                                          | Japan | Kamerun | Kamerun | Aufstellung                     |
| ---------------------------------------------- | --- | --- | ------- | ------------------------------- |
| Japan                                          | \| 2. Spieltag \| \| 12. Juni 2015 um 19:00 Uhr in Vancouver \| \| Zuschauer: 31.441 \| \| Schiedsrichterin: Pernilla Larsson ( Schweden) \| \| Spielbericht \|                                                                                             | \| 2. Spieltag \| \| 12. Juni 2015 um 19:00 Uhr in Vancouver \| \| Zuschauer: 31.441 \| \| Schiedsrichterin: Pernilla Larsson ( Schweden) \| \| Spielbericht \| | Kamerun | Aufstellung Japan gegen Kamerun |
| Japan                                          | Ayumi Kaihori – Rumi Utsugi, Saki Kumagai, Azusa Iwashimizu, Yukari Kinga – Aya Sameshima, Aya Miyama , Mizuho Sakaguchi (64. Homare Sawa), Nahomi Kawasumi (55. Shinobu Ōno) – Yuika Sugasawa (85. Megumi Kamionobe), Yūki Ōgimi Cheftrainer: Norio Sasaki | Annette Ngo Ndom – Yvonne Leuko, Christine Manie , Cathy Bou Ndjouh, Claudine Meffometou – Jeannette Yango, Raïssa Feudjio, Gaëlle Enganamouit, Geneviève Ngo Mbeleck (46. Francine Zouga), Gabrielle Onguéné (72. Augustine Ejangue) – Michèle Mani (62. Ajara Nchout) Cheftrainer: Enow Ngachu | Kamerun | Aufstellung Japan gegen Kamerun |
| Japan                                          | 1:0 Sameshima (6.) 2:0 Sugasawa (17.) | 2:1 Nchout (90.) | Kamerun | Aufstellung Japan gegen Kamerun |
| Japan                                          | Ngo Mbeleck | | Kamerun | Aufstellung Japan gegen Kamerun |
| Japan                                          | Spieler des Spiels: Aya Miyama (Japan) | | Kamerun | Aufstellung Japan gegen Kamerun |
| 2. Spieltag                                    | | |         |                                 |
| 12. Juni 2015 um 19:00 Uhr in Vancouver        | | |         |                                 |
| Zuschauer: 31.441                              | | |         |                                 |
| Schiedsrichterin: Pernilla Larsson ( Schweden) | | |         |                                 |
| Spielbericht                                   | | |         |                                 |

## Schweiz – Kamerun 1:2 (1:0)
| Schweiz                                      | Schweiz | Kamerun | Kamerun | Aufstellung                       |
| -------------------------------------------- | --- | --- | ------- | --------------------------------- |
| Schweiz                                      | \| 3. Spieltag \| \| 16. Juni 2015 um 15:00 Uhr in Edmonton \| \| Zuschauer: 10.177 \| \| Schiedsrichter: Claudia Umpiérrez ( Uruguay) \| \| Spielbericht \| | \| 3. Spieltag \| \| 16. Juni 2015 um 15:00 Uhr in Edmonton \| \| Zuschauer: 10.177 \| \| Schiedsrichter: Claudia Umpiérrez ( Uruguay) \| \| Spielbericht \| | Kamerun | Aufstellung Schweiz gegen Kamerun |
| Schweiz                                      | Gaëlle Thalmann – Rachel Rinast, Selina Kuster, Lia Wälti, Noëlle Maritz – Lara Dickenmann (80. Nicole Remund), Rahel Kiwic (65. Vanessa Bernauer), Martina Moser , Ramona Bachmann – Ana Maria Crnogorčević, Fabienne Humm (69. Eseosa Aigbogun) Cheftrainer: Martina Voss-Tecklenburg ( Deutschland) | Annette Ngo Ndom – Claudine Meffometou Tcheno, Christine Manie , Aurelle Awona, Augustine Ejangue – Jeannette Yango, Raïssa Feudjio, Ajara Nchout (57. Michèle Mani), Francine Zouga (87. Agathe Ngani), Gabrielle Onguéné (90.+2’ Henriette Akaba) – Gaëlle Enganamouit Cheftrainer: Enow Ngachu | Kamerun | Aufstellung Schweiz gegen Kamerun |
| Schweiz                                      | 1:0 Crnogorcevic (24.) | 1:1 Onguéné (47.) 1:2 Mani (62.) | Kamerun | Aufstellung Schweiz gegen Kamerun |
| Schweiz                                      | Wälti | Feudjio, Nchout, Meffometou Tcheno, Enganamouit | Kamerun | Aufstellung Schweiz gegen Kamerun |
| Schweiz                                      | Spieler des Spiels: Gabrielle Onguéné (Kamerun) | | Kamerun | Aufstellung Schweiz gegen Kamerun |
| 3. Spieltag                                  | | |         |                                   |
| 16. Juni 2015 um 15:00 Uhr in Edmonton       | | |         |                                   |
| Zuschauer: 10.177                            | | |         |                                   |
| Schiedsrichter: Claudia Umpiérrez ( Uruguay) | | |         |                                   |
| Spielbericht                                 | | |         |                                   |

## Ecuador – Japan 0:1 (0:1)
| Ecuador                                    | Ecuador | Japan | Japan | Aufstellung                     |
| ------------------------------------------ | --- | --- | ----- | ------------------------------- |
| Ecuador                                    | \| 3. Spieltag \| \| 16. Juni 2015 um 16:00 Uhr in Winnipeg \| \| Zuschauer: 14.522 \| \| Schiedsrichter: Melissa Borjas ( Honduras) \| \| Spielbericht \|                                                                                        | \| 3. Spieltag \| \| 16. Juni 2015 um 16:00 Uhr in Winnipeg \| \| Zuschauer: 14.522 \| \| Schiedsrichter: Melissa Borjas ( Honduras) \| \| Spielbericht \|                                                                                               | Japan | Aufstellung Ecuador gegen Japan |
| Ecuador                                    | Shirley Berrúz – Angie Ponce, Ligia Moreira , Nancy Aguilar, Katherine Ortíz, Ingrid Rodríguez – Erika Vásquez (90. Madelin Riera), Mayra Olvera, Denise Pesántes, Kerlly Real – Mónica Quinteros (83. Carina Caicedo) Cheftrainer: Vanessa Arauz | Miho Fukumoto – Aya Sameshima, Yūri Kawamura, Kana Kitahara (46. Megumi Kamionobe), Saori Ariyoshi – Aya Miyama , Asuna Tanaka, Homare Sawa, Shinobu Ōno (75. Asano Nagasato) – Yuika Sugasawa (80. Mana Iwabuchi), Yūki Ōgimi Cheftrainer: Norio Sasaki | Japan | Aufstellung Ecuador gegen Japan |
| Ecuador                                    | 0:1 Ōgimi (5.) | | Japan | Aufstellung Ecuador gegen Japan |
| Ecuador                                    | Vásquez, Aguilar | Ōno | Japan | Aufstellung Ecuador gegen Japan |
| Ecuador                                    | Spieler des Spiels: Aya Miyama (Japan) | | Japan | Aufstellung Ecuador gegen Japan |
| 3. Spieltag                                | | |       |                                 |
| 16. Juni 2015 um 16:00 Uhr in Winnipeg     | | |       |                                 |
| Zuschauer: 14.522                          | | |       |                                 |
| Schiedsrichter: Melissa Borjas ( Honduras) | | |       |                                 |
| Spielbericht                               | | |       |                                 |